# Anna van Kiev
Anna van Kiev (Oekraïens: Анна Ярославна, Anna Jaroslavna) (Kiev, 1036 - 5 september 1075/1078) was een dochter van de vorst van Kiev, Jaroslav de Wijze, en Ingegerd van Zweden. Na de dood van zijn eerste echtgenote Mathilde van Friesland in 1044, zocht Hendrik I van Frankrijk in de Europese vorstenhuizen een nieuwe echtgenote, maar hij vond niemand die niet nauw met hem verwant was. Ten slotte vond hij een nieuwe echtgenote in het afgelegen Kiev en huwde met Anna in 1051 in Reims.
Zij werd de moeder van:
1. Filips I van Frankrijk (23 mei 1052 - 30 juli 1108)
2. Hugo I van Vermandois (1057 - 1102)
3. Robert (ca. 1055 - ca. 1060)
4. Emma.

Anna introduceerde de Griekse naam Filips (philippos, 'paardenliefhebber') in West-Europa. Zij bracht een missaal mee naar Frankrijk dat sindsdien in de kathedraal van Reims werd gebruikt om nieuwe koningen en koninginnen in te zweren. Het missaal was in Oudkerkslavisch en kon in 1771 nog door Peter de Grote worden gelezen.
Na de dood van Hendrik in 1060, was Anna (samen met Boudewijn V van Vlaanderen) regentes over haar zoon Filips I. Anna was een geletterde vrouw - hoogst uitzonderlijk voor die tijd - maar toch riep zij enige tegenstand op wegens haar onvoldoende kennis van het Frans. In 1062 hertrouwde zij met Rudolf van Valois, die voor Anna zijn vrouw Eleonora verstootte. Rudolf werd daarop door paus Alexander II geëxcommuniceerd wegens overspel. Anna moest daardoor haar positie aan het hof opgeven. In 1065 stichtte ze een kerk en abdij te Senlis (Oise).  Haar zoon Filips I huwde in 1071 met Bertha van Holland. Na het overlijden van Rudolf in 1074 keerde ze terug aan het hof. Ze is begraven in de abdij van La Ferté-Alais.